# Colt House (револьвер)

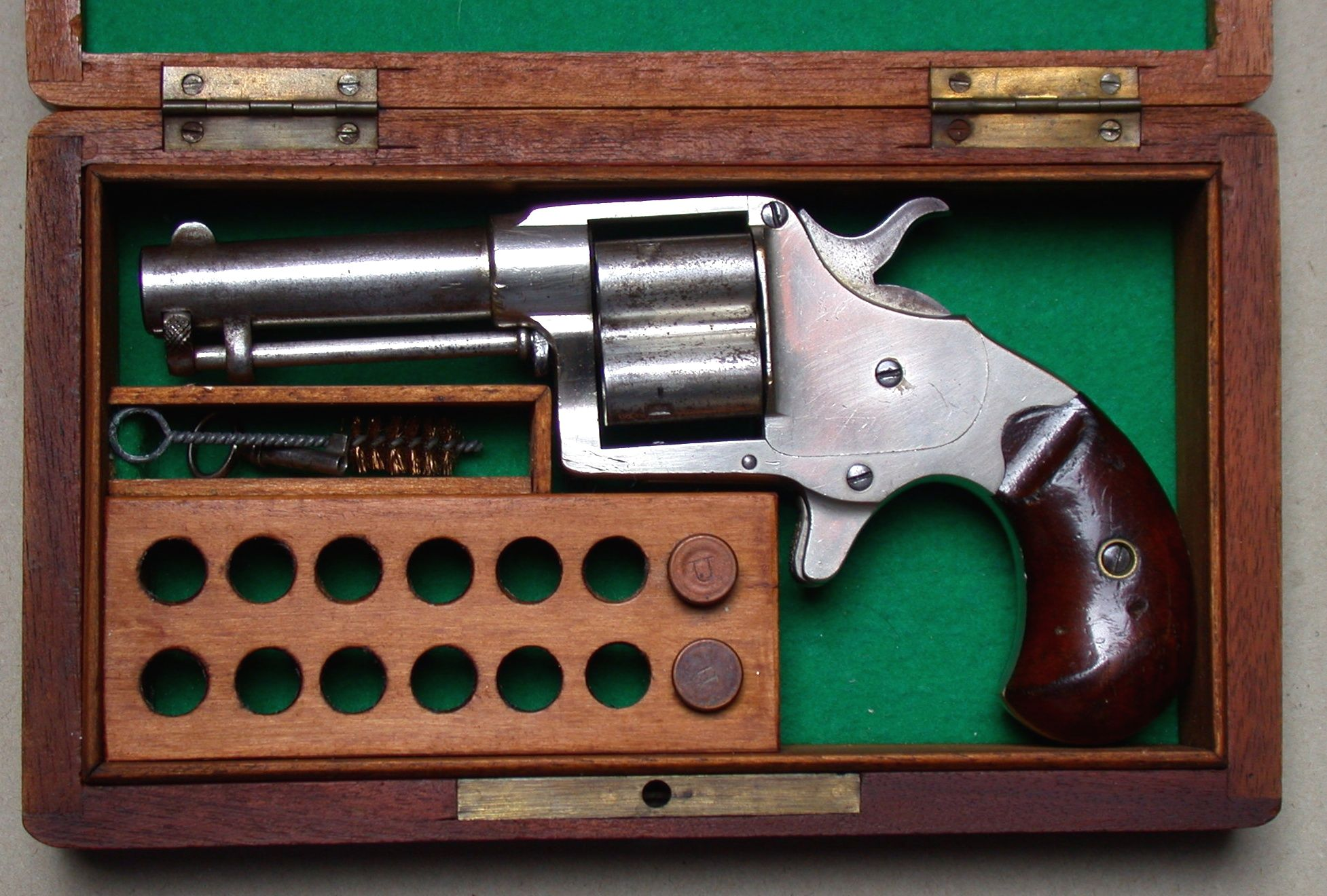
Револьвер Модель Cloverleaf

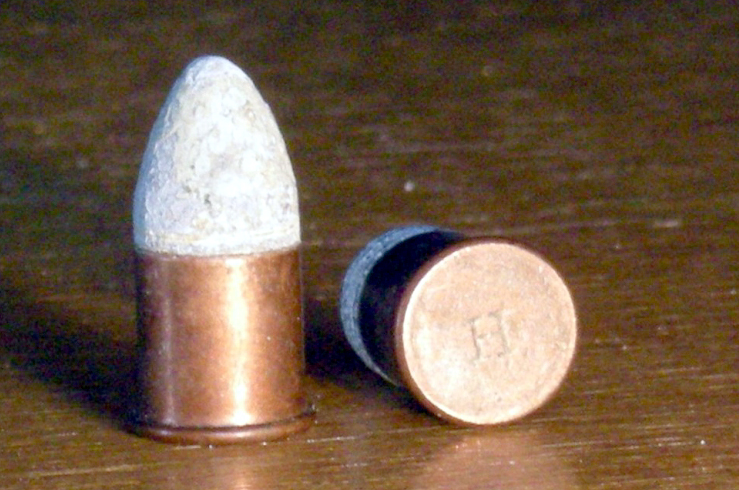
Набій калібру .41 кільцевого запалення

Револьвер Colt House (також через об'єм барабана в чотири набої мав альтернативну назву Cloverleaf) став одним з перших казнозарядних револьверів під унітарний набій, який розробила Colt's Patent Fire Arms Manufacturing Company в 1871. У тому ж році Кольт також запатентував револьвер Colt Open Top, інший казнозарядний револьвер під унітарний набій, але фактично випуск револьверів Open Top не розпочалася до 1872, крім того було представлено іншу версію Open Top кишенькового розміру, вийшла в продаж у 1871 під назвою кишеньковий револьвер Colt Open Top.
Револьвер Colt House випускали з 1871 до 1876 у двох різних моделях: власне Colt House Model іта Colt Cloverleaf Model, останню випустили у більшій кількості. House Model також відома серед колекціонерів, як Jim Fisk model або Jim Fisk pistol, оскільки його застосували у вбивстві Джеймса Фіска у січні 1872.

## Технічні характеристики
Обидві моделі, House та Cloverleaf, мали закриту рамку з курком-шпорою, конструкція, яку використали в іншому револьвері Кольта, Colt Sidehammer (1855). Sidehammer мав пласке руків'я, а моделі House та Cloverleaf мали добре впізнавані руків'я "пташина голова". Такі особливості (курок-шпора, руків'я "пташина голова" тощо) були загальними для багатьох маленьких пістолетів та револьверів того часу, наприклад класичні 2-зарядні пістолети "деррінджер".
Обидві моделі, House та Cloverleaf, мали набій .41 калібру кільцевого запалення, коротких та довгих розмірів. Різниця в моделях полягала в наступному:

### Барабан
- Модель House, яку також називали модель Джима Фіска, мала п'ять набоїв у не рифленому барабані.[4]
- Модель Cloverleaf мала чотири набої в рифленому барабані. Якщо дивитися з переду або позаду барабан схожий на чотирилисту конюшину, звідки і назва

### Ствол
- Модель House випускалася невеликою серією і не мала варіантів. Він випускався з одним стволом довжиною 2-5/8".
- Модель Cloverleaf була більш поширеною, і мала два різних варіанти, залежно від довжини стволу: 1-1/2" та 3". Варіант з довжиною стволу 1-1/2" мав ежекторний стрижень, який розташовувався в центральному штифті барабана, що дозволяло перезаряджати барабан не виймаючи його з револьвера. Варіант зі стволом довжиною в 3" Cloverleaf мав ежектор на тій самій осі, що й штифт барабана, а тому треба було виймати барабан з рамки для перезаряджання.[5]

## Вплив на пізні моделі Кольта
Револьвер Colt New Line (1873) успадкував загальну форму Colt House: руків'я пташина голова та суцільна рамка з курком-шпорою.